# 多重人格偵探Psycho
《多重人格偵探Psycho》（日语：多重人格探偵サイコ）是由大塚英志擔任原作、田島昭宇作画的日本漫画作品。以及相關的改編小説、電視劇、新劇等作品。
剛開始於《月刊少年Ace》（角川書店）1997年2月号進行連載、長期中斷連載後於2007年8月移至同社的青年雜誌《Comic CHARGE》連載。2009年1月同雜誌休刊後於同年7月廢刊後繼誌《Young Ace》2016年3月号繼續連載。單行本累計銷售量900萬部。
獵奇殺人的描寫、寫實的屍體描繪、許多令人不舒服的殘酷描寫畫面充斥整部作品。2006年的茨城縣、2007年的香川縣、岩手縣、2008年的福島縣、大分縣、長崎縣依據青少年保護育成條例將本作指定為有害圖書。

## 出版書籍
| 集數 | 角川書店       | 角川書店               |
| 集數 | 發售日期       | ISBN                   |
| ---- | -------------- | ---------------------- |
| 1    | 1997年7月1日   | ISBN 978-4-04-713188-0 |
| 2    | 1998年2月25日  | ISBN 978-4-04-713210-8 |
| 3    | 1998年11月26日 | ISBN 978-4-04-713260-3 |
| 4    | 1999年6月25日  | ISBN 978-4-04-713286-3 |
| 5    | 2000年4月11日  | ISBN 978-4-04-713328-0 |
| 6    | 2000年10月27日 | ISBN 978-4-04-713374-7 |
| 7    | 2001年8月29日  | ISBN 978-4-04-713450-8 |
| 8    | 2002年8月28日  | ISBN 978-4-04-713505-5 |
| 9    | 2003年7月31日  | ISBN 978-4-04-713562-8 |
| 10   | 2004年9月28日  | ISBN 978-4-04-713661-8 |
| 11   | 2006年2月23日  | ISBN 978-4-04-713787-5 |
| 12   | 2008年4月24日  | ISBN 978-4-04-715053-9 |
| 13   | 2008年12月27日 | ISBN 978-4-04-715155-0 |
| 14   | 2010年3月2日   | ISBN 978-4-04-715389-9 |
| 15   | 2010年12月2日  | ISBN 978-4-04-715576-3 |
| 16   | 2011年11月1日  | ISBN 978-4-04-715817-7 |
| 17   | 2012年6月30日  | ISBN 978-4-04-120291-3 |
| 18   | 2013年1月31日  | ISBN 978-4-04-120558-7 |
| 19   | 2013年10月4日  | ISBN 978-4-04-120785-7 |
| 20   | 2014年7月4日   | ISBN 978-4-04-101399-1 |
| 21   | 2014年12月29日 | ISBN 978-4-04-102283-2 |
| 22   | 2015年7月4日   | ISBN 978-4-04-103075-2 |
| 23   | 2016年6月4日   | ISBN 978-4-04-103404-0 |
| 24   | 2016年7月4日   | ISBN 978-4-04-104411-7 |

### 相關書籍
小說
- 多重人格探偵サイコ No.1 〜情緒的な死と再生〜：1998年5月28日發售、ISBN 978-4-04-419101-6
- 多重人格探偵サイコ No.2 〜阿呆船〜：1998年9月7日發售、ISBN 978-4-04-419102-3
- 多重人格探偵サイコ 〜小林洋介の最後の事件〜（《情緒的な死と再生》改標題再版）2003年5月24日發售、ISBN 978-4-04-4191146
- 多重人格探偵サイコ 〜西園伸二の憂鬱〜（《阿呆船》改標題再版）2003年5月24日發售、ISBN 978-4-04-419115-3
- 多重人格探偵サイコ 〜雨宮一彦の帰還〜（同名電視劇的改編小說）2003年5月24日發售、ISBN 978-4-04-419113-9
- ロリータ℃の素敵な冒険：2004年7月21日發售、ISBN 4-19-861881-X（德間書店）
- 多重人格探偵サイコ REAL（電視劇版脚本）2001年7月1日發售、ISBN 4-19-905062-0（德間書店）
- 多重人格探偵サイコ FAKE 1〜3（電視劇版脚本「物語環境開発（大塚英志事務所）」劇組人員許月珍所寫的小說）

第1卷：2000年4月28日發售、ISBN 978-4-04-419105-4
第2卷：2000年11月30日發售、ISBN 978-4-04-419106-1
第3卷：2000年12月25日發售、ISBN 978-4-04-419107-8
- 多重人格探偵サイコ/新劇 〜雨宮一彦の消滅〜（戯曲版的脚本）2005年4月4日發售、ISBN 978-4-04-873610-7
- MPD-PSYCHO/FAKE 試作品神話（《多重人格探偵サイコ FAKE》的續篇，於月刊New type上進行連載。與同名的繪本內容完全不同。

1st系列於2000年9月号〜2001年12月号、2nd系列於2002年8月号〜2003年4月号進行連載。未單行本化。）
- - DSM-X.101:Learning Disorder NOS 特定不能学習障害（1st系列第1話。角川Sneakers文庫・《多重人格探偵サイコ FAKE》第3卷收錄）
  - 多重人格探偵サイコと突然の平和論（1st系列第15話。角川文庫・《サブカルチャー反戦論》収録）
  - DSM-X-200.4 Schizoaffective Disorder 分裂感情障害（2nd系列第9話。角川文庫・《サブカルチャー反戦論》收錄）

補充書
- 多重人格偵探 Lucy Monostone的真實（/ ）

| 集數 | 角川書店       | 角川書店               |
| 集數 | 發售日期       | ISBN                   |
| ---- | -------------- | ---------------------- |
| 全   | 2004年10月29日 | ISBN 978-4-04-713662-5 |

四格漫畫
- 多重人格偵探Saichoko（多重人格探偵サイチョコ）（作畫：Hirarin）

| 集數 | 角川書店      | 角川書店               |
| 集數 | 發售日期      | ISBN                   |
| ---- | ------------- | ---------------------- |
| 1    | 2003年7月29日 | ISBN 978-4-04-713563-5 |
| 2    | 2006年2月23日 | ISBN 978-4-04-713780-6 |
| 3    | 2007年8月23日 | ISBN 978-4-04-713962-6 |
| 4    | 2010年3月2日  | ISBN 978-4-04-715378-3 |

## 廣播劇CD
- MPD-PSYCHO サイコ サウンド・ストーリー
  - 1998年5月30日發售、規格編號：SVWC-7001。

### 角色
- 伊園摩知・雨宮一彦・西園伸二（岩男潤子）
- 紘永彩子（中川亞紀子）
- 磋碕アユキサ（川上倫子）
- 天野琴美（堀江由衣）
- 堵維実果穂（金月真美）
- 大井甫尭（飯塚雅弓）
- 和音符カリン（小西寛子）
- ロリータ℃（成田紗矢香）
- 三島柚木（桂川千繪）

## 電視劇
- 多重人格偵探～雨宮一彥的歸還～（多重人格探偵サイコ/雨宮一彦の帰還）
  - WOWOW於2000年5月開始放送。導演為三池崇史。有發行DVD。電視劇版的故事完全原創。原作者大塚英志親自擔任編劇。音樂由後藤次利負責；攝影由今泉尚亮負責。
- MPD-PSYCHO/FAKE MOVIE REMIX EDITION - 上述的電視劇由菊崎亮（UNDERSELL ltd.）進行重新編輯的電影版公開作品。

### 演員
- 雨宮一彦、小林洋介（保坂尚輝）
- 伊園磨知（中嶋朋子）
- 笹山徹（大杉漣）
- 千鶴子（三浦理恵子）
- 田辺友代（裕木奈江）
- マナベ（塩田貞治）
- 渡久地菊夫（あなん吉成）
- 上野（松田悟志）
- 森泉（川合千春）
- 藤樹真生（栗山千明）
- 島津寿（一条俊）
- 村田清（大塚ギチ）
- ギー（堀部寛十）
- 大江朔（佐藤俊）
- 伊園美和（後藤若菜）
- まみ（不二子）
- 山本洋子（りりィ）
- ロリータ℃（平野綾）
- ルーシー・モノストーン（田口トモロヲ）

## 舞台劇
- 多重人格偵探/新劇～雨宮一彥的消滅〜（多重人格探偵サイコ/新劇 〜雨宮一彦の消滅〜） - 劇団夜想会於2005年3月30日〜4月4日至紀伊國屋Southern Theatre上演。

### 舞台劇演員
- 雨宮一彦/大江公彦：唐橋充
- ロリータ℃/伊園美和：松本まりか
- 笹山徹：原田大二郎
- マナベ：正木蒼二
- 伊園磨知：山前麻緒
- 島津寿（W Cast）：大石竜一、加藤隼人
- 妹：佐藤亜紀

## 外部連結
- 「多重人格サイコ」大塚英志　田島昭宇 （页面存档备份，存于） - web KADOKAWA